# Герасимова, Валентина Алексеевна
Валенти́на Алексе́евна Гера́симова (в замужестве Куличе́нко; род. 15 мая 1948, Караганда) — советская казахстанская легкоатлетка, специалистка по бегу на средние дистанции. Выступала за сборную СССР по лёгкой атлетике в 1970-х годах, чемпионка СССР, бывшая рекордсменка мира в дисциплине 800 метров, участница летних Олимпийских игр в Монреале.

## Биография
Валентина Герасимова родилась 15 мая 1948 года в городе Караганда Казахской ССР. Занималась лёгкой атлетикой под руководством заслуженного тренера СССР Валерия Георгиевича Куличенко, за которого впоследствии вышла замуж. Выступала за добровольное спортивное общество «Трудовые резервы».
Будучи студенткой, в 1973 году представляла Советский Союз на Всемирной Универсиаде в Москве, где в финале дисциплины 800 метров финишировала шестой. Помимо этого, на соревнованиях в Алма-Ате установила ныне действующий рекорд Казахстана в дисциплине 1000 метров — 2:47.6.
Первого серьёзного успеха на всесоюзном уровне добилась в сезоне 1974 года, когда в беге на 800 метров одержала победу на зимнем чемпионате СССР в Москве. Попав в основной состав советской сборной, выступила на чемпионате Европы в помещении в Гётеборге — на предварительном квалификационном этапе установила свой личный рекорд 2:06.10, тогда как в решающем забеге пришла к финишу пятой. На летнем чемпионате СССР в Москве стала серебряной призёркой на 800-метровой дистанции, уступив только Нине Моргуновой. На чемпионате Европы в Риме заняла пятое место в финале.
В 1975 году на зимнем чемпионате СССР в Ленинграде выиграла серебряную и золотую медали в дисциплинах 800 и 1500 метров соответственно, на чемпионате Европы в помещении в Катовице в финал не вышла. В дисциплине 2 км взяла бронзу на чемпионате СССР по кроссу в Тбилиси.
В 1976 году отметилась победами на турнирах в Сочи, Подольске, Мюнхене, в матчевой встрече со сборной Великобритании в Киеве. На чемпионате СССР в Киеве превзошла всех соперниц и установила мировой рекорд в беге на 800 метров — 1:56.0. Благодаря этому успешному выступлению удостоилась права защищать честь страны на летних Олимпийских играх в Монреале — здесь в дисциплине 800 метров дошла до стадии полуфиналов, а её мировой рекорд был превзойдён Татьяной Казанкиной. Также в этом сезоне выступила в матчевой встрече со сборной США в Колледж-Парке, где финишировала второй позади Татьяны Провидохиной.
В августе 1979 года в беге на 800 метров заняла шестое место на всесоюзных соревнованиях в Каунасе. Принимала участие в чемпионате страны в рамках VII летней Спартакиады народов СССР в Москве — вместе с партнёршами по казахстанской команде установила рекорд республики в эстафете 4 × 800 метров (8:30.30), но в число призёров не попала.
В 1980 году стала шестой на зимнем чемпионате СССР в Москве, установив ныне действующий рекорд Казахстана в беге на 800 метров в помещении — 2:02.0 (рекорд не ратифицирован World Athletics). Помимо этого, показала четвёртый результат на Мемориале братьев Знаменских в Москве.
Впоследствии вместе с семьёй проживала в Москве, работала тренером по общефизической подготовке в детской теннисной секции. Сын Сергей Куличенко — известный российский футболист и спортивный менеджер.